# Fusibacter paucivorans
Fusibacter paucivorans è una specie di batterio appartenente alla famiglia delle Peptostreptococcaceae.